# وخش (ناحیه جیحون)
وخش (به لاتین: Vakhsh) یک روستا در تاجیکستان است که در ناحیه جیحون واقع شده‌است.